# Alejandra Salazar
Alejandra Salazar Bengoechea (Madrid, España, 31 de diciembre de 1985), conocida como Alejandra Salazar, es una jugadora profesional de pádel española, que actualmente ocupa la 10.ª posición del ranking FIP. Es diestra y juega en la posición del drive junto a Martina Calvo. 
Ha sido número 1 del ranking cuatro veces: con Carolina Navarro en 2009 (PPT), con Marta Marrero en 2016 y con Gemma Triay en 2021 y 2022. Durante la última década siempre ha sido, con sus respectivas compañeras, la pareja 1 o 2 del mundo. También ha sido Campeona del Mundo y de España en varias ocasiones, tanto por parejas como por equipos. Por estos motivos, es considerada por muchos como la mejor jugadora de pádel de la historia.

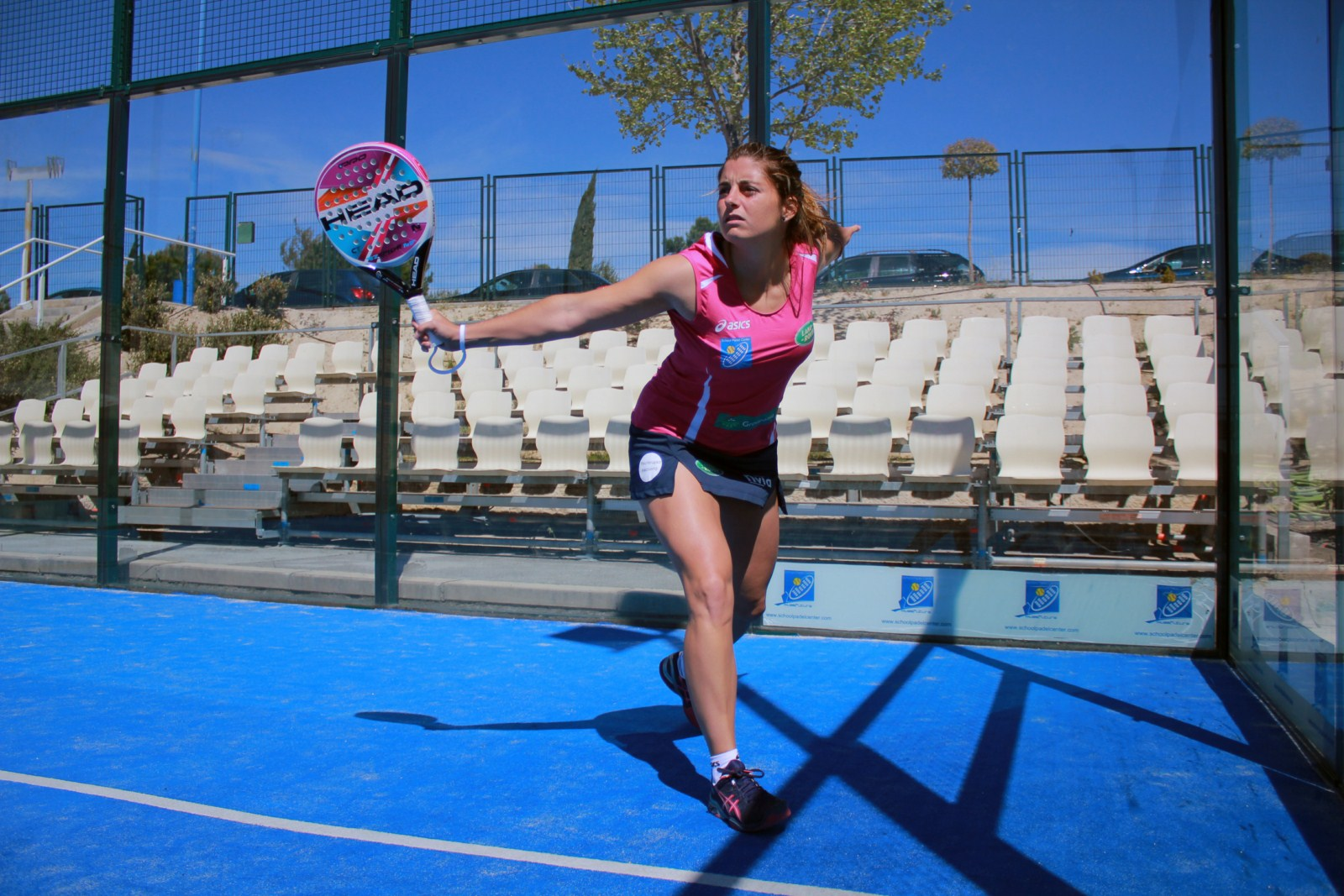

## Palmarés

### World Padel Tour
- Master Final 2013, junto a Icíar Montes
- Barcelona Open 2014, junto a Icíar Montes
- Alcobendas Open 2014, junto a Icíar Montes
- Sevilla Open 2014, junto a Icíar Montes
- San Fernando Open 2015, junto a Marta Marrero
- Valencia Master 2015, junto a Marta Marrero
- Master Final 2015, junto a Marta Marrero
- Valencia Master 2016, junto a Marta Marrero
- Las Rozas Open 2016, junto a Marta Marrero
- Montecarlo Padel Master 2016, junto a Marta Marrero
- Sevilla Open 2016, junto a Marta Marrero
- La Coruña Open 2016, junto a Marta Marrero
- Zaragoza Open 2016, junto a Marta Marrero
- Euskadi Open 2016, junto a Marta Marrero
- Alicante Open 2018, junto a Marta Marrero
- Lugo Open 2018, junto a Marta Marrero
- Madrid WOpen 2018, junto a Marta Marrero
- Euskadi Open 2018, junto a Marta Marrero
- Murcia Open 2018, junto a Marta Marrero
- Master Final 2018, junto a Marta Marrero
- Alicante Open 2019, junto a Ariana Sánchez
- Jaén Open 2019, junto a Ariana Sánchez
- Valladolid Master 2019, junto a Ariana Sánchez
- Mijas Open 2019, junto a Ariana Sánchez
- Master Final 2019, junto a Ariana Sánchez
- Estrella Damm Open 2020, junto a Ariana Sánchez
- Valencia Open 2020, junto a Ariana Sánchez
- Menorca Open 2020, junto a Ariana Sánchez
- Alicante Open 2021, junto a Gemma Triay
- Valladolid Master 2021, junto a Gemma Triay
- Málaga Open 2021, junto a Gemma Triay
- Sardegna Open 2021, junto a Gemma Triay
- Barcelona Master 2021, junto a Gemma Triay
- Lugo Open 2021, junto a Gemma Triay
- Menorca Open 2021, junto a Gemma Triay
- Córdoba Open 2021, junto a Gemma Triay
- Miami Open 2022,  junto a Gemma Triay
- Reus Open 2022,  junto a Gemma Triay
- Alicante Open 2022,  junto a Gemma Triay
- Bruselas Open 2022,  junto a Gemma Triay
- Toulouse Open 2022,  junto a Gemma Triay
- Valladolid Master 2022,  junto a Gemma Triay
- Valencia Open 2022,  junto a Gemma Triay
- Santander Open 2022, junto a Gemma Triay
- Menorca Open 2022, junto a Gemma Triay
- Malmö Open 2022, junto a Gemma Triay
- México Open 2022, junto a Gemma Triay
- Barcelona Master Final 2022, junto a Gemma Triay
- La Rioja Open 2023, junto a Gemma Triay
- Chile Open 2023, junto a Gemma Triay
- Paraguay Open 2023, junto a Gemma Triay

Total WPT: 52 títulos

### Mundial de pádel
- Campeonato Mundial de Pádel de 2010
- Campeonato Mundial de Pádel de 2014
- Campeonato Mundial de Pádel de 2016[4]
- Campeonato Mundial de Pádel de 2018[5]
- Campeonato Mundial de Pádel de 2021[6]
- Campeonato Mundial de Pádel de 2022

Total Mundial: 6 títulos